# Edizioni dell'Elefante
Edizioni dell'Elefante fu una casa editrice artigianale italiana con sede a Roma, specializzata in edizioni d'arte e riproduzioni di testi antichi e rari fondata nel 1964 da Enzo Crea ed diretta dal figlio Alessio Crea dal 1997 al 2011.

## Il marchio
Il marchio editoriale della casa editrice riproduce il famoso monumento di Gian Lorenzo Bernini: L'elefantino detto il “Pulcin della Minerva” sormontato dall'obelisco egizio, situato al centro di piazza della Minerva a Roma.

## Storia
La casa editrice, fondata nell'aprile del 1964 da Enzo Crea (nato a Cosenza nel 1927 e deceduto nel 2007), assieme al pittore siciliano Bruno Caruso, ma dopo solo qualche mese a dirigere l'impresa rimane solo il primo.
La produzione libraria di veri e propri "libri d'artista" è stata caratterizzata fin dall'inizio da una estrema cura per la scelta dei materiali e per le tecniche tipografiche adottate, al fine di realizzare opere raffinate, spesso in edizioni a tiratura limitata.
Gli autori pubblicati spaziano da classici come Esiodo e Virgilio a Leonardo da Vinci e Stendhal fino a Luigi Malerba e Leonardo Sciascia, o ad architetti come Vitruvio e Borromini, affiancati da opere di artisti come Renato Guttuso, Giacomo Manzù o Fabrizio Clerici.
Rapporti di collaborazione con grandi enti culturali internazionali come l'Accademia di Francia a Roma, la Biblioteca Hertziana, l'Accademia delle Scienze di Torino e l'American Academy in Rome hanno caratterizzato la produzione editoriale e favorito, negli ultimi vent'anni di attività, l'organizzazione di esposizioni delle opere editoriali, patrocinate dal Ministero degli Affari Esteri in collaborazione con biblioteche ed istituti culturali di tutto il mondo.

## Le esposizioni (1987-2007)
- Marzo 1987, Atene: Fondazione Culturale della Banca Nazionale di Grecia
- Ottobre 1987, Oxford: Bodleian Library[4]
- Maggio 1988, L'Aia: Museum van Het Boek[5]
- Dicembre 1990, Cambridge, Massachusetts: Harvard University[6]
- Aprile 1992, Città del Vaticano: Biblioteca Apostolica Vaticana[7]
- Giugno 1992, Barcellona: Palau Moja[8]
- Settembre 1994, Roma: Biblioteca Casanatense[9]
- Aprile 1998, Coimbra: Biblioteca Joanina[10]
- Marzo 2004, Roma: Accademia di Francia, Villa Medici[11]
- Novembre 2006, Magonza: Gutenberg Museum[12]